# 毛義
毛義（?—?），廬江郡（今安徽省庐江县）人，东汉政治人物。
毛義性情恭儉謙約，少時家貧，以孝行著稱。南阳人张奉仰慕其名，前去问候。坐定，官府征召，以毛义担任县令，毛义奉征召的檄书进来，喜行于色。张奉，志尚之士，心里看不起他，悔恨前来，告辞而去。毛义之母去世，辞官守孝。多次被公府征辟，为县令，进退遵守礼義。后来举贤良，公车征，没有应召。张奉叹道：“贤者本不可推测。往日他的高兴，是为母亲屈节。就是‘家贫亲老，不择官而仕’的道理。”建初年间，汉章帝下诏褒宠毛义，赐给他谷一千斛，命官员在八月问候，加赐羊酒。在家中寿终。